# Raining Men (bài hát)
"Raining Men" là một ca khúc của nữ ca sĩ thu âm người Barbados Rihanna trích từ album thứ năm của cô, Loud (2010). Ca khúc được viết bởi Melvin Hough II, Rivelino Wouter, Timothy Thomas, Theron Thomas, Onika Maraj và sản xuất bởi Mel & Mus, phát hành trên đài phát thanh đô thị vào 7 tháng 12 năm 2010, như là đĩa đơn thứ ba của album ở Mỹ. Đây là một ca khúc hip hop với phần rap của Nicki Minaj, phần nhạc nền bao gồm âm còi sirens và âm bass.

## Danh sách ca khúc
- Bản album[1]

1. "Raining Men" hợp tác với Nicki Minaj – 3:44

## Đội ngũ sản xuất
Thu âm
- Thu âm tại Platinum Sound Recording Studios; Manhattan, New York City; Electric Lady Studios, Greenwich Village, New York City; Glenwood Recording Studios, Burbank, California.

Thực hiện
- Viết lời – Melvin Hough II, Rivelino Wouter, Timothy Thomas, Theron Thomas, Onika Maraj
- Sản xuất – Mel & Mus
- Chỉnh giọng và thu âm – Kuk Harrell, Josh Gudwin, Marcos Tovar, Aerial Chobaz
- Trợ lý chỉnh giọng và thu âm – Koby Hassi
- Thu âm – Dana Neilsen
- Phối nhạc – Jaycen Joshua
- Trợ lý phối nhạc – Jesus Garnica
- Góp giọng – Nicki Minaj

## Xếp hạng
| Bảng xếp hạng (2010)                          | Vị trí cao nhất |
| --------------------------------------------- | --------------- |
| South Korea Gaon International Chart          | 41              |
| Mỹ R&B (Official Charts Company)              | 30              |
| Anh (Official Charts Company)                 | 142             |
| Mỹ Bubbling Under Hot 100 Singles (Billboard) | 11              |
| Mỹ Hot R&B/Hip-Hop Songs (Billboard)          | 69              |

| Bảng xếp hạng (2011)                 | Vị trí cao nhất |
| ------------------------------------ | --------------- |
| Mỹ Hot R&B/Hip-Hop Songs (Billboard) | 48              |

## Lịch sử phát hành
| Quốc gia | Ngày                | Định dạng                             | Hãng đĩa |
| -------- | ------------------- | ------------------------------------- | -------- |
| Mỹ       | 7 tháng 12 năm 2010 | Đài phát thanh đô thị                 | Def Jam  |
| Mỹ       | 25 tháng 1 năm 2011 | Đài phát thanh đô thị (tái phát hành) | Def Jam  |